# Mohammed ibn Ali Amrani-Joutey
Mohammed ibn Ali al-Amrani al-Joutey al-Idrissi (arabe : محمد بن علي العمراني الجوطي الإدريسي) est une personnalité historique marocaine d'ascendance chérifienne idrisside, 20e descendant en ligne directe d'Idris Ier. 
Chef des Chorfas de Fès au milieu du XVe siècle, il est proclamé sultan du Maroc en mai 1465 à la suite d'une révolte qui aboutit à l'assassinat du sultan mérinide Abd al-Haqq II, mort sans laisser d'héritier. Il ne réussit cependant pas à imposer son autorité bien au-delà de Fès et de sa région. 
Le règne de Mohammed ibn Ali dure jusqu'en 1471, date à laquelle il est renversé par Mohammed ach-Chaykh, qui fonde la dynastie des Wattassides.
Peu de temps après avoir été renversé, Mohammed ibn Ali quitte le Maroc et s'exile à Tunis.